# Аксуат (Жанакорганський район)
Аксуа́т (каз. Ақсуат) — село у складі Жанакорганського району Кизилординської області Казахстану. Входить до складу Озгентського сільського округу.
У радянські часи село називалось Озгент.
Населення — 610 осіб (2021; 565 у 2009, 551 у 1999, 449 у 1989).